# Łukasz Pilch
Łukasz Pilch (ur. 28 października 1978) –  gitarzysta Budki Suflera. Z Zespołem związany od roku 2003 do zakończenia działalności w 2014 r. Wziął udział w nagraniu dwóch płyt Budki Suflera pt: Jest i Zawsze czegoś brak, był uczestnikiem słynnego nagrania dwóch utworów w Village Studio oraz wraz z Zespołem wystąpił na Przystanku Woodstock. Współpracował też m.in. z Golec uOrkiestra.